# Schoellerův palác
Schoellerův palác je novorenesanční městský palác vystavěný pro rakouského podnikatele Gustava Adolfa von Schoellera na brněnském předměstí Cejl.

## Architektura
Palác byl vystavěn roku 1868 Josefem Arnoldem na místě zbořené bývalé kaple sv. Anny, v bezprostřední blízkosti továrních budov. Směrem k Mlýnskému náhonu na stavbu navazoval rozlehlý park. Palác umístěný na nároží ulic Cejl a Valcha je charakteristický vrcholně novorenesanční fasádou s mohutným balkonem v ose hlavního průčelí. Pojetím je budova blízká stavbám brněnské okružní třídy, propojení paláce s přilehlou továrnou ji řadí do skupiny předměstských sídel brněnských průmyslníků. Reprezentační interiéry s dobovou výmalbou a štukovou výzdobou byly používány mj. pro pořádání pravidelných plesů.

## Majitelé
Palác byl vystavěn pro podnikatele a bankéře Gustava Adolfa von Schoellera, pocházejícího z významné rakouské průmyslnické rodiny Schoellerů, jejíž jedna větev se usadila v Brně a patřila mezi nejvýznamnější průmyslníky na Moravě. Budova s okolními průmyslovými stavbami patřila rodině až do konfiskace v roce 1945.